# Jingyuan, Guyuan
Jingyuan är ett härad som lyder under Guyuans stad på prefekturnivå i den autonoma regionen Ningxia i nordvästra Kina.